# Jeff Davis megye (Georgia)
Jeff Davis megye az Amerikai Egyesült Államokban, azon belül Georgia államban található. Megyeszékhelye és legnagyobb városa Hazlehurst. Lakosainak száma 14 779 fő (2020. április 1.). Jeff Davis megye Wheeler, Montgomery, Toombs, Appling, Bacon, Coffee és Telfair megyékkel határos.

## Népesség
A megye népességének változása:
| Lakosok száma | 15 095 | 15 100 | 15 119 | 15 004 | 14 920 | 14 779 |
|               | 2010   | 2011   | 2012   | 2013   | 2015   | 2020   |